# Dittingen
Dittingen é uma comuna da Suíça, situada no distrito de Laufen, no cantão de Basileia-Campo. Tem 6,75 km² de área e sua população em 2018 foi estimada em 729 habitantes.